# Nuestra Belleza México 2016
Nuestra Belleza México 2016 fue la 22.ª edición del certamen Nuestra Belleza México la cual se realizó en Televisa San Ángel en la Ciudad de México el domingo 31 de enero de 2016. Veintinueve candidatas de toda la República Mexicana compitieron por el título nacional, el cual fue ganado por Kristal Silva de Tamaulipas quien compitió en Miss Universo 2016 en Filipinas logrando colocarse dentro del Top 9. Silva fue coronada por la Nuestra Belleza México saliente Wendy Esparza, convirtiéndose en la cuarta tamaulipeca en ir a Miss Universo.
Después de 3 años consecutivos de realizarse el evento final de «Nuestra Belleza Mundo México», este no se llevó a cabo a pesar de que días antes fue anunciado. Fuertes rumores apuntaban a que la organización nacional había perdido los derechos de la franquicia internacional debido a que la organización mexicana no cumplió con los requerimientos necesarios indicados por Julia Morley, dueña del certamen, en la selección de la candidata mexicana y por esa razón no se había realizado la final para elegir a la representante rumbo a Miss Mundo, ya que en el mes de enero las franquicias en todo el mundo son renovadas. También se especuló que si era renovada la franquicia en meses posteriores, la representante mexicana a dicho certamen sería electa a través de una elección interna entre las participantes de la edición de este año. Finalmente el 26 de abril de 2016 las dudas fueron despejadas y la misma organización nacional publicó a través de las redes sociales que a partir de este año no enviarían representante mexicana a Miss Mundo, agradeciendo los 21 años de relación entre ambas organizaciones.
Semanas después del concurso, el día 30 de junio, se designó oficialmente a Geraldine Ponce de Nayarit como Nuestra Belleza Internacional México 2016 representando al país en Miss Internacional 2016 en Japón logrando colocarse dentro del Top 15. Así mismo, el día 17 de agosto, se designó de manera oficial a Magdalena Chiprés de Michoacán como Reina Hispanoamericana México 2016 representando al país en Reina Hispanoamericana 2016 en Bolivia logrando colocarse como Virreina Hispanoamericana.
Por primera vez en la historia del certamen no se realizó una edición consecutiva después del año 2014, ya que el evento tradicionalmente se realizaba entre los meses de septiembre-noviembre y se pospuso para enero de 2016, esto debido a cambios en la empresa Televisa. La ganadora del concurso llevó el título de «Nuestra Belleza México 2016» sin embargo las bandas de las concursantes tenían plasmado su estado y el número 2015, año en el que fueron seleccionadas, a partir de entonces, las reinas estatales fueron elegidas un año antes de la competencia nacional.
El reconocimiento "Corona al Mérito" fue otorgado a Carolina Morán Nuestra Belleza Mundo México 2006, 2.ª Finalista en Miss Mundo 2007 por su destacada trayectoria como presentadora de televisión. También esta edición marca el cambio de nombre del Distrito Federal por Ciudad de México de manera oficial, esto debido al cambio de estatuto político de la capital del país.

## Resultados
| Posición                    | Candidata |
| Nuestra Belleza México 2016 | - Tamaulipas - Kristal Silva Δ |
| 1.ª Finalista               | - Sonora - Irma Miranda Δ |
| 2.ª Finalista               | - Nayarit - Otylia Salazar § |
| 3.ª Finalista               | - Nuevo León - Naomi Mondragón |
| 4.ª Finalista               | - Yucatán - Yaris Cháidez Δ |

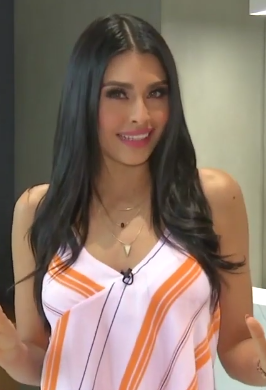
Kristal Silva
Nuestra Belleza Tamaulipas 2015, Nuestra Belleza México 2016 y semifinalista en Miss Universo 2016.

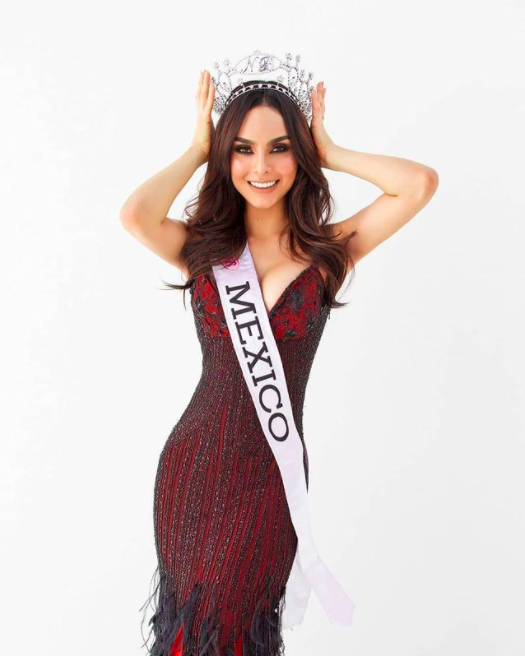
Magdalena Chipres
Nuestra Belleza Michoacán 2015 y Virreina Hispanoamericana 2016

Televisa San Ángel
Estudios donde se llevó a cabo la final de Nuestra Belleza México 2016.

| Top 10                      | - Aguascalientes - María Gabriela Bonilla - Campeche - Ana Lilia Alpuche - Jalisco - Mariana Franco - Michoacán - Magdalena Chipres Δ - Querétaro - Michelle León |
| Top 15                      | - Colima - Giovanna Salazar - Puebla - Lorena Chayban - Tabasco - Tania Pérez - Tlaxcala - Valeria Góngora - Veracruz - Arely Espinoza                            |

- § Votada por el público vía internet para completar el cuadro de 15 semifinalistas.
- Δ Ganadoras de los Fast-track que otorgan el pase directo al cuadro de 15 semifinalistas.

## Áreas de competencia

### Semifinal
La competencia semifinal se realizó en el Foro 2 de Televisa San Ángel de la Ciudad de México el viernes 29 de enero, dos días antes de la competencia final. Previo al final del evento, todas las candidatas compitieron en traje de baño y traje de noche como parte de la selección de las 10 candidatas quienes completarían el top 15 (ya que 4 candidatas tuvieron el pase directo al Top 15 por ganar alguno de los 4 premios otorgados por la Organización en base a su desempeño durante el periodo de concentración previo al evento final y una más por el voto directo del público). El nombre de las 10 concursantes que formaron parte del Top 15 fue revelado  durante el inicio en vivo del evento final. La conducción del evento estuvo a cargo de Mercedes Aguirre y Jorge "El Burro" Van Rankin.

#### Jurado Preliminar
Estos son los miembros del jurado preliminar, que eligieron a las 10 semifinalistas que completarían el Top 15 durante la competencia semifinal, luego de ver a las candidatas en privado durante entrevistas y pasarela en traje de baño y gala:
- Alfonso Waisthman - Maquillista
- Lucía Alarcón de Zamacona - Editora de la Revista Caras
- Diego Di Marco - Conductor de televisión y coach de estilo de vida
- Isela Méndez - Dermatóloga
- Ernesto Laguardia - Actor y conductor de televisión
- Alicia Machado - Actriz de televisión y Miss Universo 1996
- Juan Diego Covarrubias - Actor de televisión
- Daniela Castro - Actriz de televisión
- Diego Olivera - Actor de televisión
- Maribel Guardia - Actriz de televisión, cantante y Miss Costa Rica 1978

### Final
La gala final fue transmitida en vivo a través del Canal de las Estrellas para todo México y Univisión para la comunidad hispanohablante de Estados Unidos y América Latina, desde el Foro 2 de Televisa San Ángel en la Ciudad de México el domingo 31 de enero de 2016. La conducción del evento estuvo a cargo de Karla Gómez y Jan acompañados de Alejandra Ornelas en el backstage.
El grupo de 15 semifinalistas se dio a conocer durante la competencia final: 10 seleccionadas por un jurado preliminar, quienes eligieron a las concursantes que más destacaron en las tres áreas de competencia durante la etapa preliminar, 4 ganadoras de los reconocimientos especiales que otorga la Organización y 1 ganadora del voto popular.
- Las 15 semifinalistas desfilaron en una nueva ronda en traje de baño, donde salieron de la competencia 5 de ellas.
- Las 10 semifinalistas desfilaron en vestido de noche, posteriormente 5 de ellas fueron eliminadas.
- Las 5 finalistas se sometieron a una pregunta final y posteriormente dieron una última pasarela, donde el panel de jueces consideró la impresión general que dejó cada una de las finalistas para votar y definir posiciones finales.

#### Jurado Final
Estos son los miembros del jurado que evaluaron a las concursantes:
- Alfonso Waisthman - Maquillista
- Lucía Alarcón de Zamacona - Editora de la Revista Caras
- Diego Di Marco - Conductor de televisión y coach de estilo de vida
- Isela Méndez - Dermatóloga
- Ernesto Laguardia - Actor y conductor de televisión
- Juan Diego Covarrubias - Actor de televisión
- Daniela Castro - Actriz de televisión
- Diego Olivera - Actor de televisión
- Maribel Guardia - Actriz de televisión, cantante y Miss Costa Rica 1978

#### Entretenimiento
- Traje de Baño: Mario Bautista interpretando "Ven a Bailar" & "Si me das tu Corazón".
- Intermedio: Playa Limbo interpretando "¿Qué Somos?".
- Intermedio: Río Roma interpretando "Te Quiero Mucho".

### Premios Especiales
| Premio                   | Candidata                       |
| Nuestra Modelo           | - Tamaulipas - Kristal Silva    |
| Nuestra Belleza Digital  | - Nayarit - Otylia Salazar      |
| Nuestro Talento          | - Yucatán - Yaris Cháidez       |
| Nuestra Belleza en Forma | - Sonora - Irma Miranda         |
| Premio Académico         | - Michoacán - Magdalena Chipres |
| Personalidad Fraiche     | - Yucatán - Yaris Cháidez       |
| Camino al Éxito Andrea   | - Nayarit - Otylia Salazar      |

## Candidatas
| Estado              | Candidata                               | Edad | Estatura | Residencia                 |
| Aguascalientes      | María Gabriela Martin del Campo Bonilla | 21   | 1.73     | Aguascalientes             |
| Baja California     | Cynthia Paola Valdez Ruíz               | 21   | 1.68     | Tijuana                    |
| Baja California Sur | Dulce Vanessa Reyes Zaragoza            | 21   | 1.72     | La Paz                     |
| Campeche            | Ana Lilia Alpuche Tovar                 | 23   | 1.70     | Campeche                   |
| Chihuahua           | Celeste Espinoza Portillo               | 21   | 1.81     | Parral                     |
| Ciudad de México    | Stephanie Dash Karam Tovar              | 23   | 1.70     | Ciudad de México           |
| Coahuila            | Ana Lucila Linaje Esquivel              | 19   | 1.74     | Monclova                   |
| Colima              | Laura Giovanna Salazar García           | 20   | 1.70     | Villa de Álvarez           |
| Durango             | Viveck Nevárez Marín                    | 20   | 1.75     | Durango                    |
| Estado de México    | Lucía Moreno Noriega                    | 19   | 1.72     | Toluca                     |
| Guanajuato          | Daniela Marcela Arellano Gómez          | 22   | 1.73     | León                       |
| Hidalgo             | Nicktell Rodríguez Apodaca              | 19   | 1.80     | Mineral de la Reforma      |
| Jalisco             | Mariana Franco Anguiano                 | 22   | 1.76     | Tonalá                     |
| Michoacán           | Magdalena Chipres Herrera               | 20   | 1.74     | Zamora                     |
| Morelos             | Rebeca Garavito Bergantiños             | 20   | 1.69     | Cuernavaca                 |
| Nayarit             | Otylia Salzar Sánchez                   | 24   | 1.84     | San Blas                   |
| Nuevo León          | Naomi Berenice Garza Mondragón          | 22   | 1.76     | San Nicolás de los Garza   |
| Oaxaca              | Claudia Elena Bravo Barradas            | 22   | 1.73     | Tuxtepec                   |
| Puebla              | Lorena Chayban Abdul Massih             | 21   | 1.74     | Puebla                     |
| Querétaro           | Michelle León López                     | 22   | 1.74     | Querétaro                  |
| Quintana Roo        | Salma Betsabé Sosa Herrera              | 18   | 1.68     | Cancún                     |
| Sinaloa             | Norma Patricia de la Vega Zazueta       | 22   | 1.74     | Culiacán                   |
| Sonora              | Irma Cristina Miranda Valenzuela        | 19   | 1.74     | Ciudad Obregón             |
| Tabasco             | Tania Kirey Pérez Quevédo               | 22   | 1.72     | Villahermosa               |
| Tamaulipas          | Yuselmi Cristal Silva Dávila            | 24   | 1.78     | Ciudad Victoria            |
| Tlaxcala            | Valeria Noemi Góngora Dorantes          | 21   | 1.72     | Tlaxcala                   |
| Veracruz            | Arely Betsabé Espinosa Jiménez          | 22   | 1.78     | Poza Rica                  |
| Yucatán             | Yaris Cháidez Zumaya                    | 21   | 1.74     | Mérida                     |
| Zacatecas           | Eliana Villegas Arellano                | 22   | 1.75     | Florencia de Benito Juárez |

## Sobre los Estados en Nuestra Belleza México 2016

### Reemplazos
- Guanajuato - Samantha Peña renunció al título estatal por motivos escolares. Su 2.ª finalista Daniela Arellano fue nombrada como la nueva representante y titular estatal, ya que Lucía Luna no pudo ejercer su papel de 1.ª finalista por motivos laborales.[7]

### Estados que se retiran de la competencia
- Chiapas
- Guerrero - Susana Rentería renunció al título por motivos personales el 21 de diciembre de 2015 por lo cual Guerrero no contó con representante en esta edición.[8]
- San Luis Potosí

### Estados que regresan a la competencia
- Compitieron por última vez en 2013
  -  Campeche

- Compitieron por última vez en 2011
  -  Quintana Roo

## Crossovers
| Miss Universo - 2022: Sonora - Irma Miranda - 2016: Tamaulipas - Kristal Silva (Top 9) Miss Internacional - 2016: Ciudad de México - Stephanie Karam - Representando a Líbano Miss Tierra - 2020: Ciudad de México - Stephanie Karam (No Compitió) - Representando a Líbano - 2013: Tamaulipas - Kristal Silva (Top 8) Miss Grand Internacional - 2019: Ciudad de México - Stephanie Karam - Representando a Líbano Miss Globe - 2014: Campeche - Ana Lilia Alpuche (No Compitió) Miss Supertalent of the World - 2017: Nuevo León - Naomi Mondragón (Ganadora) Miss Exclusive of the World - 2014: Tamaulipas - Kristal Silva (No Compitió) Miss Multiverse - 2017: Nuevo León - Naomi Mondragón (3.ª Finalista) Most Beautiful Girl in the World - 2017: Nuevo León - Naomi Mondragón (Ganadora) Miss Lebanon Emigrant - 2016: Ciudad de México - Stephanie Karam (2.ª Finalista) - 2014: Puebla - Lorena Chayban (1.ª Finalista) Reina Hispanoamericana - 2016: Michoacán - Magdalena Chiprés (Virreina) Miss Lebanon - 2018: Ciudad de México - Stephanie Karam Mexicana Universal - 2022: Sonora - Irma Miranda (Ganadora) - 2020: Coahuila - Ana Lucila Linaje (Top 10) Miss México - 2023 Chihuahua - Celeste Espinoza (Top 16) | Miss Earth México - 2013: Campeche - Ana Lilia Alpuche (Miss Earth México-Air) - 2013: Tamaulipas - Kristal Silva (Ganadora) Miss Líbano México - 2016: Ciudad de México - Stephanie Karam (Ganadora) - 2014: Puebla - Lorena Chayban (Ganadora) Teen Universe México - 2014: Coahuila - Ana Lucila Linaje Mexicana Universal Coahuila - 2019: Coahuila - Ana Lucila Linaje (Designada) Mexicana Universal Sonora - 2021: Sonora - Irma Miranda (Designada) Nuestra Belleza Baja California - 2013: Baja California - Cynthia Valdez (1.ª Finalista) Nuestra Belleza Guanajuato - 2015: Guanajuato - Daniela Arellano (2.ª Finalista) Nuestra Belleza Nayarit - 2014: Nayarit - Otylia Salazar (3.ª Finalista) Nuestra Belleza Sinaloa - 2012: Sinaloa - Patricia de la Vega (2.ª Finalista) Nuestra Belleza Tamaulipas - 2013: Tamaulipas - Kristal Silva (1.ª Finalista) Nuestra Belleza Veracruz - 2012: Oaxaca - Claudia Bravo Nuestra Belleza Yucatán - 2014: Yucatán - Yaris Cháidez (1.ª Finalista) Miss Chihuahua - 2021 Chihuahua - Celeste Espinoza (Ganadora) Miss Earth Campeche - 2013: Campeche - Ana Lilia Alpuche (Designada) Miss Earth Tamaulipas - 2013: Tamaulipas - Kristal Silva (Designada) Miss Teen Universe Coahuila - 2014: Coahuila - Ana Lucila Linaje (Ganadora) Reina de la Expo Feria Michoacán - 2014: Michoacán - Magdalena Chipres (Ganadora) Miss Nayarit 2012 - 2012: Nayarit - Otylia Salazar (Ganadora) |